# Strade Bianche féminines 2022
La 8e édition des Strade Bianche féminines a lieu le 5 mars 2022. C'est la première manche de l'UCI World Tour féminin. Elle est remportée par la Belge Lotte Kopecky. 

## Équipes
| UCI Women's WorldTeams (14)- SD Worx - Canyon-SRAM Racing - EF Education-TIBCO-SVB - FDJ Nouvelle Aquitaine Futuroscope - Human Powered Health - Liv Racing Xstra - Movistar Team - Roland Cogeas-Edelweiss Squad - Team BikeExchange-Jayco - Team DSM - Team Jumbo-Visma - Trek-Segafredo - UAE Team ADQ - Uno-X Pro Cycling Team Équipes féminines continentales (10)- Aromitalia-Basso Bikes-Vaiano - Bepink - Born to Win-G20-Ambedo - Ceratizit-WNT Pro Cycling - Isolmant-Premac-Vittoria - Parkhotel Valkenburg - Plantur-Pura - Servetto-Makhymo-Beltrami TSA - Top Girls Fassa Bortolo - Valcar-Travel & Service |
| |

## Parcours

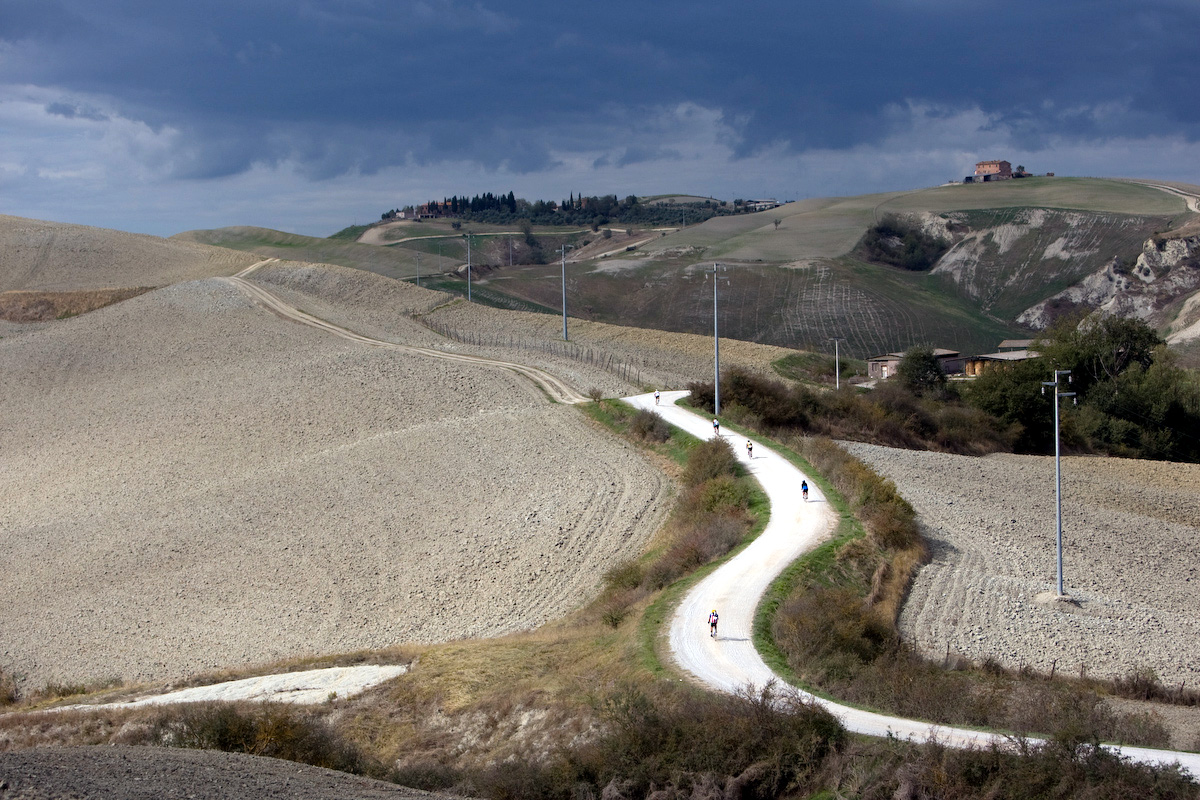
L'une des strade bianche.

La course commence et se termine à Sienne, dans le site du patrimoine mondial de l'UNESCO. La distance du parcours est portée à 136 kilomètres, tracée entièrement dans le sud de la province de Sienne en Toscane. La course est particulièrement connue pour ses routes blanches en gravier (strade bianche ou sterrati).
La course se déroule sur le terrain accidenté de la région rurale du Chianti et comprend huit secteurs de chemin en gravier. Le premier secteur se trouve seulement 17 km après le départ. Tous les secteurs sont communs avec les hommes. Le secteurs le plus long et le plus difficiles est celui de Lucignano (9,5 km). Le dernier tronçon de strade bianche est à 12 km de l'arrivée à Sienne,. la course se termine sur la célèbre Piazza del Campo de Sienne, après une montée étroite et pavée sur la Via Santa Caterina au cœur de la cité médiévale, avec des passages escarpés atteignant jusqu'à 16 % de pente maximale,.
Huit strade bianche sont au programme de cette édition :
| Secteur | Nom                   | Position                         | Longueur | Difficulté |
| ------- | --------------------- | -------------------------------- | -------- | ---------- |
| 1       | Vidritta              | entre le km 17,6 et le km 19,7   | 2 100 m  | 01         |
| 2       | Bagnaia               | entre le km 25 et le km 30,8     | 5 800 m  | 01         |
| 3       | Radi                  | entre le km 36,9 et le km 41,3   | 4 400 m  | 03         |
| 4       | La Piana              | entre le km 38,5 et le km 44     | 5 500 m  | 01         |
| 5       | San Martino in Grania | entre le km 67,5 et le km 77     | 9 500 m  | 03         |
| 6       | Monteaperti           | entre le km 111,3 et le km 112,1 | 800 m    | 01         |
| 7       | Colle Pinzuto         | entre le km 116,6 et le km 119   | 2 400 m  | 04         |
| 8       | Le Tolfe              | entre le km 123,0 et le km 124,1 | 1 100 m  | 03         |

## Favorites
Annemiek van Vleuten, double vainqueur de l'épreuve et qui vient de gagner avec la manière le Circuit Het Nieuwsblad est la principale favorite. Elisa Longo Borghini a été à de multiples reprises sur le podium de l'épreuve et aura à cœur de s'imposer. Il est de même pour Katarzyna Niewiadoma. Dans des profils de puncheuses-sprinteuses Marianne Vos et Lotte Kopecky font également partie des favorites. La jeune Marta Cavalli peut aussi créer la surprise.

## Récit de la course
Rebecca Koerner attaque dès le départ. Elle est rejointe par Emily Newsom. Leur avance atteint une minute trente à l'entrée du premier secteur gravier. Dans le second secteur, Newsom distance Koerner. Elle est reprise à cinquante-cinq kilomètres de l'arrivée. De nombreuses attaques ont lieu, mais aucune n'obtient une avance significative. Jeanne Korevaar, Grace Brown et Mavi Garcia ont ainsi briévement formé un groupe d'échappée. À vingt-neuf kilomètres de l'arrivée, Chantal van den Broek-Blaak part. Elle est suivie par Elisa Longo Borghini et Liane Lippert. Marta Bastianelli et Alena Amialiusik contrent ensuite. Elles sont immédiatement reprises, mais ces accélérations provoquent la formation d'un groupe de favorites à l'avant. Annemiek van Vleuten manque à l'appel et son équipe est donc en poursuite. Un regroupement général a lieu à vingt-quatre kilomètres de l'arrivée. Lotte Kopecky attaque trois kilomètres plus loin. Elle est aussi reprise. Chantal van den Broeck-Blaak sort de nouveau à quatorze kilomètres de la ligne. Dans le dernier secteur gravier, Van Vleuten accélère et revient sur Blaak avec Kopecky dans la roue. Kopecky et Van Vleuten sont seules en tête avec une faible avance. Un nouveau regroupement a lieu à sept kilomètres du but. Ashleigh Moolman-Pasio puis Demi Vollering attaquent tour à tour, mais sans succès. Tout se décide dans la montée finale. Annemiek van Vleuten accélère aux 800 m. Seule Lotte Kopecky peut la suivre. Dans les sinueux derniers mètres, elles se livrent à un sprint atypique dont sort vainqueur la Belge. Ashleigh Moolman-Pasio complète le podium.

## Classements

### Classement final
| \| Classement général \| Classement général \| Classement général \| Classement général \| Classement général \| \| Coureuse \| Coureuse \| Pays \| Équipe \| Temps \| \| ------------------ \| --------------------- \| ------------------ \| ---------------------------------- \| ------------------ \| \| 1re \| Lotte Kopecky \| Belgique \| SD Worx \| 3 h 59 min 14 s \| \| 2e \| Annemiek van Vleuten \| Pays-Bas \| Movistar Team \| + 0 s \| \| 3e \| Ashleigh Moolman \| Afrique du Sud \| SD Worx \| + 10 s \| \| 4e \| Katarzyna Niewiadoma \| Pologne \| Canyon-SRAM Racing \| + 19 s \| \| 5e \| Cecilie Uttrup Ludwig \| Danemark \| FDJ-Nouvelle Aquitaine-Futuroscope \| + 24 s \| \| 6e \| Elise Chabbey \| Suisse \| Canyon-SRAM Racing \| + 28 s \| \| 7e \| Marianne Vos \| Pays-Bas \| Team Jumbo-Visma \| + 29 s \| \| 8e \| Elisa Longo Borghini \| Italie \| Trek-Segafredo \| + 29 s \| \| 9e \| Shirin van Anrooij \| Pays-Bas \| Trek-Segafredo \| + 34 s \| \| 10e \| Silvia Persico \| Italie \| Valcar-Travel & Service \| + 34 s \| |                       |                |                                    |                 |
| |                       |                |                                    |                 |
| Source : ProCyclingStats |                       |                |                                    |                 |
| Classement général |                       |                |                                    |                 |
| Coureuse | Coureuse              | Pays           | Équipe                             | Temps           |
| 1re | Lotte Kopecky         | Belgique       | SD Worx                            | 3 h 59 min 14 s |
| 2e | Annemiek van Vleuten  | Pays-Bas       | Movistar Team                      | + 0 s           |
| 3e | Ashleigh Moolman      | Afrique du Sud | SD Worx                            | + 10 s          |
| 4e | Katarzyna Niewiadoma  | Pologne        | Canyon-SRAM Racing                 | + 19 s          |
| 5e | Cecilie Uttrup Ludwig | Danemark       | FDJ-Nouvelle Aquitaine-Futuroscope | + 24 s          |
| 6e | Elise Chabbey         | Suisse         | Canyon-SRAM Racing                 | + 28 s          |
| 7e | Marianne Vos          | Pays-Bas       | Team Jumbo-Visma                   | + 29 s          |
| 8e | Elisa Longo Borghini  | Italie         | Trek-Segafredo                     | + 29 s          |
| 9e | Shirin van Anrooij    | Pays-Bas       | Trek-Segafredo                     | + 34 s          |
| 10e | Silvia Persico        | Italie         | Valcar-Travel & Service            | + 34 s          |

### UCI World Tour

#### Points attribués
| Position           | 1er | 2e  | 3e  | 4e  | 5e  | 6e  | 7e  | 8e  | 9e | 10e | 11e | 12e | 13e | 14e | 15e | 16e à 20e | 21e à 30e | 31e à 40e |
| Classement général | 400 | 320 | 260 | 220 | 180 | 140 | 120 | 100 | 80 | 68  | 56  | 48  | 40  | 32  | 28  | 24        | 16        | 8         |

| Classement par points | Classement par points | Classement par points | Classement par points              | Classement par points |
| Coureuse              | Coureuse              | Pays                  | Équipe                             | Points                |
| --------------------- | --------------------- | --------------------- | ---------------------------------- | --------------------- |
| 1re                   | Lotte Kopecky         | Belgique              | SD Worx                            | 400 pts               |
| 2e                    | Annemiek van Vleuten  | Pays-Bas              | Movistar Team                      | 320 pts               |
| 3e                    | Ashleigh Moolman      | Afrique du Sud        | SD Worx                            | 260 pts               |
| 4e                    | Katarzyna Niewiadoma  | Pologne               | Canyon-SRAM Racing                 | 220 pts               |
| 5e                    | Cecilie Uttrup Ludwig | Danemark              | FDJ-Nouvelle Aquitaine-Futuroscope | 180 pts               |
| 6e                    | Elise Chabbey         | Suisse                | Canyon-SRAM Racing                 | 140 pts               |
| 7e                    | Marianne Vos          | Pays-Bas              | Team Jumbo-Visma                   | 120 pts               |
| 8e                    | Elisa Longo Borghini  | Italie                | Trek-Segafredo                     | 100 pts               |
| 9e                    | Shirin van Anrooij    | Pays-Bas              | Trek-Segafredo                     | 80 pts                |
| 10e                   | Silvia Persico        | Italie                | Valcar-Travel & Service            | 68 pts                |

| Classement par points | Classement par points | Classement par points | Classement par points              | Classement par points |
| Coureuse              | Coureuse              | Pays                  | Équipe                             | Points                |
| --------------------- | --------------------- | --------------------- | ---------------------------------- | --------------------- |
| 1re                   | Lotte Kopecky         | Belgique              | SD Worx                            | 400 pts               |
| 2e                    | Annemiek van Vleuten  | Pays-Bas              | Movistar Team                      | 320 pts               |
| 3e                    | Ashleigh Moolman      | Afrique du Sud        | SD Worx                            | 260 pts               |
| 4e                    | Katarzyna Niewiadoma  | Pologne               | Canyon-SRAM Racing                 | 220 pts               |
| 5e                    | Cecilie Uttrup Ludwig | Danemark              | FDJ-Nouvelle Aquitaine-Futuroscope | 180 pts               |
| 6e                    | Elise Chabbey         | Suisse                | Canyon-SRAM Racing                 | 140 pts               |
| 7e                    | Marianne Vos          | Pays-Bas              | Team Jumbo-Visma                   | 120 pts               |
| 8e                    | Elisa Longo Borghini  | Italie                | Trek-Segafredo                     | 100 pts               |
| 9e                    | Shirin van Anrooij    | Pays-Bas              | Trek-Segafredo                     | 80 pts                |
| 10e                   | Silvia Persico        | Italie                | Valcar-Travel & Service            | 68 pts                |

| Classement du meilleur jeune | Classement du meilleur jeune | Classement du meilleur jeune | Classement du meilleur jeune | Classement du meilleur jeune |
| Coureuse                     | Coureuse                     | Pays                         | Équipe                       | Points                       |
| ---------------------------- | ---------------------------- | ---------------------------- | ---------------------------- | ---------------------------- |
| 1re                          | Shirin van Anrooij           | Pays-Bas                     | Trek-Segafredo               | 6 pts                        |
| 2e                           | Femke Gerritse               | Pays-Bas                     | Parkhotel Valkenburg         | 4 pts                        |
| 3e                           | Niamh Fisher-Black           | Nouvelle-Zélande             | SD Worx                      | 2 pts                        |

| Classement du meilleur jeune | Classement du meilleur jeune | Classement du meilleur jeune | Classement du meilleur jeune | Classement du meilleur jeune |
| Coureuse                     | Coureuse                     | Pays                         | Équipe                       | Points                       |
| ---------------------------- | ---------------------------- | ---------------------------- | ---------------------------- | ---------------------------- |
| 1re                          | Shirin van Anrooij           | Pays-Bas                     | Trek-Segafredo               | 6 pts                        |
| 2e                           | Femke Gerritse               | Pays-Bas                     | Parkhotel Valkenburg         | 4 pts                        |
| 3e                           | Niamh Fisher-Black           | Nouvelle-Zélande             | SD Worx                      | 2 pts                        |

| Classement par équipes aux points | Classement par équipes aux points  | Classement par équipes aux points | Classement par équipes aux points |
| Équipe                            | Équipe                             | Pays                              | Points                            |
| --------------------------------- | ---------------------------------- | --------------------------------- | --------------------------------- |
| 1re                               | SD Worx                            | Pays-Bas                          | 748 pts                           |
| 2e                                | Canyon-SRAM Racing                 | Allemagne                         | 400 pts                           |
| 3e                                | Movistar Team                      | Espagne                           | 328 pts                           |
| 4e                                | FDJ Nouvelle Aquitaine Futuroscope | France                            | 244 pts                           |
| 5e                                | Trek-Segafredo                     | États-Unis                        | 196 pts                           |
| 6e                                | Team Jumbo-Visma                   | Pays-Bas                          | 176 pts                           |
| 7e                                | Team DSM                           | Pays-Bas                          | 88 pts                            |
| 8e                                | Valcar-Travel & Service            | Italie                            | 68 pts                            |
| 9e                                | UAE Team ADQ                       | Émirats arabes unis               | 64 pts                            |
| 10e                               | Team BikeExchange-Jayco            | Australie                         | 40 pts                            |

| Classement par équipes aux points | Classement par équipes aux points  | Classement par équipes aux points | Classement par équipes aux points |
| Équipe                            | Équipe                             | Pays                              | Points                            |
| --------------------------------- | ---------------------------------- | --------------------------------- | --------------------------------- |
| 1re                               | SD Worx                            | Pays-Bas                          | 748 pts                           |
| 2e                                | Canyon-SRAM Racing                 | Allemagne                         | 400 pts                           |
| 3e                                | Movistar Team                      | Espagne                           | 328 pts                           |
| 4e                                | FDJ Nouvelle Aquitaine Futuroscope | France                            | 244 pts                           |
| 5e                                | Trek-Segafredo                     | États-Unis                        | 196 pts                           |
| 6e                                | Team Jumbo-Visma                   | Pays-Bas                          | 176 pts                           |
| 7e                                | Team DSM                           | Pays-Bas                          | 88 pts                            |
| 8e                                | Valcar-Travel & Service            | Italie                            | 68 pts                            |
| 9e                                | UAE Team ADQ                       | Émirats arabes unis               | 64 pts                            |
| 10e                               | Team BikeExchange-Jayco            | Australie                         | 40 pts                            |

## Liste des participantes
| Légende | Légende                                                                    | Légende | Légende                                                    |
| ------- | -------------------------------------------------------------------------- | ------- | ---------------------------------------------------------- |
| Num     | Dossard de départ porté par le coureur sur ces Strade Bianche              | Pos     | Position à l'arrivée de la course                          |
|         | Indique un maillot de champion national ou mondial, suivi de sa spécialité | NP      | Indique un coureur qui n'a pas pris le départ de la course |
| AB      | Indique un coureur qui n'a pas terminé la course                           | HD      | Indique un coureur qui a terminé la course hors des délais |

| SD Worx SDW | SD Worx SDW                       | SD Worx SDW |
| ----------- | --------------------------------- | ----------- |
| Num         | Coureuse                          | Pos         |
| 1           | Chantal van den Broek-Blaak (NED) | 16e         |
| 2           | Niamh Fisher-Black (NZL)          | 24e         |
| 3           | Lotte Kopecky (BEL) (route)       | 1re         |
| 4           | Ashleigh Moolman (RSA)            | 3e          |
| 5           | Anna Shackley (GBR)               | 49e         |
| 6           | Demi Vollering (NED)              | 12e         |

| Aromitalia-Basso Bikes-Vaiano VAI | Aromitalia-Basso Bikes-Vaiano VAI | Aromitalia-Basso Bikes-Vaiano VAI |
| --------------------------------- | --------------------------------- | --------------------------------- |
| Num                               | Coureuse                          | Pos                               |
| 11                                | Rasa Leleivytė (LTU)              | AB                                |
| 12                                | Francesca Balducci (ITA)          | 77e                               |
| 13                                | Francesca Baroni (ITA)            | AB                                |
| 14                                | Inga Čilvinaitė (LTU) (route)     | AB                                |
| 15                                | Milena Del Sarto (ITA)            | AB                                |
| 16                                | Gemma Sernissi (ITA)              | AB                                |

| Bepink BPK | Bepink BPK              | Bepink BPK |
| ---------- | ----------------------- | ---------- |
| Num        | Coureuse                | Pos        |
| 21         | Silvia Zanardi (ITA)    | 38e        |
| 22         | Michaela Drummond (NZL) | 64e        |
| 23         | Nadia Quagliotto (ITA)  | 67e        |
| 24         | Prisca Savi (ITA)       | AB         |
| 25         | Jade Teolis (FRA)       | AB         |
| 26         | Matilde Vitillo (ITA)   | 69e        |

| Born To Win-G20-Ambedo BTW | Born To Win-G20-Ambedo BTW | Born To Win-G20-Ambedo BTW |
| -------------------------- | -------------------------- | -------------------------- |
| Num                        | Coureuse                   | Pos                        |
| 31                         | Sara Casasola (ITA)        | AB                         |
| 32                         | Anna Chili (ITA)           | AB                         |
| 33                         | Tatiana Chili (ITA)        | AB                         |
| 34                         | Sofia Clerici (ITA)        | AB                         |
| 35                         | Giulia Luciani (ITA)       | AB                         |
| 36                         | Giorgia Simoni (ITA)       | AB                         |

| Canyon-SRAM Racing CSR | Canyon-SRAM Racing CSR     | Canyon-SRAM Racing CSR |
| ---------------------- | -------------------------- | ---------------------- |
| Num                    | Coureuse                   | Pos                    |
| 41                     | Katarzyna Niewiadoma (POL) | 4e                     |
| 42                     | Alena Amialiusik (BLR)     | 22e                    |
| 43                     | Elise Chabbey (SUI)        | 6e                     |
| 44                     | Tiffany Cromwell (AUS)     | 63e                    |
| 45                     | Pauliena Rooijakkers (NED) | 52e                    |
| 46                     | Soraya Paladin (ITA)       | 19e                    |

| Ceratizit-WNT Pro Cycling WNT | Ceratizit-WNT Pro Cycling WNT   | Ceratizit-WNT Pro Cycling WNT |
| ----------------------------- | ------------------------------- | ----------------------------- |
| Num                           | Coureuse                        | Pos                           |
| 51                            | Maria Giulia Confalonieri (ITA) | 66e                           |
| 52                            | Camilla Alessio (ITA)           | 60e                           |
| 53                            | Laura Asencio (FRA)             | AB                            |
| 54                            | Marta Lach (POL)                | 34e                           |
| 55                            | Hanna Nilsson (SWE)             | 81e                           |
| 56                            | Lara Vieceli (ITA)              | AB                            |

| EF Education-TIBCO-SVB TIB | EF Education-TIBCO-SVB TIB | EF Education-TIBCO-SVB TIB |
| -------------------------- | -------------------------- | -------------------------- |
| Num                        | Coureuse                   | Pos                        |
| 61                         | Magdeleine Vallieres (CAN) | 31e                        |
| 62                         | Letizia Borghesi (ITA)     | 54e                        |
| 63                         | Emily Newsom (USA)         | AB                         |
| 64                         | Sara Poidevin (CAN)        | 80e                        |
| 65                         | Omer Shapira (ISR) (route) | AB                         |
| 66                         | Abi Smith (GBR)            | 41e                        |

| FDJ-Nouvelle Aquitaine-Futuroscope FSF | FDJ-Nouvelle Aquitaine-Futuroscope FSF | FDJ-Nouvelle Aquitaine-Futuroscope FSF |
| -------------------------------------- | -------------------------------------- | -------------------------------------- |
| Num                                    | Coureuse                               | Pos                                    |
| 71                                     | Cecilie Uttrup Ludwig (DEN)            | 5e                                     |
| 72                                     | Grace Brown (AUS)                      | 11e                                    |
| 73                                     | Vittoria Guazzini (ITA)                | 35e                                    |
| 75                                     | Victorie Guilman (FRA)                 | 76e                                    |
| 76                                     | Marie Le Net (FRA)                     | 48e                                    |

| Human Powered Health HPW | Human Powered Health HPW | Human Powered Health HPW |
| ------------------------ | ------------------------ | ------------------------ |
| Num                      | Coureuse                 | Pos                      |
| 82                       | Nina Buysman (NED)       | 46e                      |
| 83                       | Barbara Malcotti (ITA)   | 73e                      |
| 85                       | Kaia Schmid (USA)        | AB                       |
| 86                       | Lily Williams (USA)      | 33e                      |

| Isolmant-Premac-Vittoria SBT | Isolmant-Premac-Vittoria SBT | Isolmant-Premac-Vittoria SBT |
| ---------------------------- | ---------------------------- | ---------------------------- |
| Num                          | Coureuse                     | Pos                          |
| 91                           | Gaia Realini (ITA)           | 82e                          |
| 92                           | Ainara Albert (ESP)          | AB                           |
| 93                           | Alice Capasso (ITA)          | AB                           |
| 94                           | Alice Gasparini (ITA)        | AB                           |
| 95                           | Asia Zontone (ITA)           | AB                           |

| Liv Racing Xstra LIV | Liv Racing Xstra LIV    | Liv Racing Xstra LIV |
| -------------------- | ----------------------- | -------------------- |
| Num                  | Coureuse                | Pos                  |
| 101                  | Sabrina Stultiens (NED) | 20e                  |
| 102                  | Valerie Demey (BEL)     | 47e                  |
| 103                  | Marta Jaskulska (POL)   | 53e                  |
| 104                  | Jeanne Korevaar (NED)   | 42e                  |
| 105                  | Ayesha McGowan (USA)    | AB                   |
| 106                  | Katia Ragusa (ITA)      | 71e                  |

| Movistar Team MOV | Movistar Team MOV          | Movistar Team MOV |
| ----------------- | -------------------------- | ----------------- |
| Num               | Coureuse                   | Pos               |
| 111               | Annemiek van Vleuten (NED) | 2e                |
| 112               | Katrine Aalerud (NOR)      | 85e               |
| 113               | Aude Biannic (FRA)         | 84e               |
| 114               | Alicia González (ESP)      | 51e               |
| 115               | Sara Martín (ESP)          | AB                |
| 116               | Paula Patiño (COL)         | 39e               |

| Parkhotel Valkenburg PHV | Parkhotel Valkenburg PHV   | Parkhotel Valkenburg PHV |
| ------------------------ | -------------------------- | ------------------------ |
| Num                      | Coureuse                   | Pos                      |
| 121                      | Femke Gerritse (NED)       | 23e                      |
| 122                      | Demi de Jong (NED)         | 75e                      |
| 123                      | Quinty Schoens (NED)       | 44e                      |
| 125                      | Rosalie Van der Wolf (NED) | AB                       |

| Plantur-Pura ___ | Plantur-Pura ___         | Plantur-Pura ___ |
| ---------------- | ------------------------ | ---------------- |
| Num              | Coureuse                 | Pos              |
| 131              | Sanne Cant (BEL)         | 55e              |
| 132              | Ronja Eibl (GER)         | 70e              |
| 133              | Justine Ghekiere (BEL)   | AB               |
| 134              | Yara Kastelijn (NED)     | 15e              |
| 135              | Laura Süßemilch (GER)    | 72e              |
| 136              | Julie Van de Velde (BEL) | 65e              |

| Roland Cogeas-Edelweiss Squad CGS | Roland Cogeas-Edelweiss Squad CGS | Roland Cogeas-Edelweiss Squad CGS |
| --------------------------------- | --------------------------------- | --------------------------------- |
| Num                               | Coureuse                          | Pos                               |
| 141                               | Olga Zabelinskaïa (UZB)           | AB                                |
| 142                               | Léa Stern (SUI)                   | AB                                |
| 143                               | Tamara Dronova (RUS)              | 43e                               |
| 144                               | Gulnaz Khatuntseva (RUS)          | AB                                |
| 145                               | Hannah Buch (GER)                 | AB                                |
| 146                               | Aline Seitz (SUI)                 | AB                                |

| Servetto-Makhymo-Beltrami TSA SER | Servetto-Makhymo-Beltrami TSA SER | Servetto-Makhymo-Beltrami TSA SER |
| --------------------------------- | --------------------------------- | --------------------------------- |
| Num                               | Coureuse                          | Pos                               |
| 151                               | Maryna Ivaniuk (UKR)              | AB                                |
| 152                               | Anna Potokina (RUS)               | AB                                |
| 153                               | Sofia Barbieri (ITA)              | AB                                |
| 154                               | Silvia Bortolotti (ITA)           | AB                                |
| 155                               | Viktoriia Melnychuk (UKR)         | AB                                |
| 156                               | Chia Pedrelli (ITA)               | AB                                |

| Team BikeExchange-Jayco BEX | Team BikeExchange-Jayco BEX | Team BikeExchange-Jayco BEX |
| --------------------------- | --------------------------- | --------------------------- |
| Num                         | Coureuse                    | Pos                         |
| 161                         | Amanda Spratt (AUS)         | 79e                         |
| 162                         | Jessica Allen (AUS)         | AB                          |
| 163                         | Urška Žigart (SLO)          | AB                          |
| 164                         | Ruby Roseman-Gannon (AUS)   | 18e                         |
| 165                         | Arianna Fidanza (ITA)       | 36e                         |
| 166                         | Georgia Williams (NZL)      | 40e                         |

| Team DSM DSM | Team DSM DSM           | Team DSM DSM |
| ------------ | ---------------------- | ------------ |
| Num          | Coureuse               | Pos          |
| 171          | Leah Kirchmann (CAN)   | 62e          |
| 172          | Léa Curinier (FRA)     | 50e          |
| 173          | Franziska Koch (GER)   | AB           |
| 174          | Juliette Labous (FRA)  | 26e          |
| 175          | Liane Lippert (GER)    | 13e          |
| 176          | Floortje Mackaij (NED) | 14e          |

| Team Jumbo-Visma TJV | Team Jumbo-Visma TJV   | Team Jumbo-Visma TJV |
| -------------------- | ---------------------- | -------------------- |
| Num                  | Coureuse               | Pos                  |
| 181                  | Marianne Vos (NED)     | 7e                   |
| 182                  | Teuntje Beekhuis (NED) | 61e                  |
| 183                  | Anna Henderson (GBR)   | 30e                  |
| 184                  | Anouska Koster (NED)   | 17e                  |
| 185                  | Coryn Labecki (USA)    | 21e                  |
| 186                  | Linda Riedmann (GER)   | 68e                  |

| Top Girls Fassa Bortolo TOP | Top Girls Fassa Bortolo TOP | Top Girls Fassa Bortolo TOP |
| --------------------------- | --------------------------- | --------------------------- |
| Num                         | Coureuse                    | Pos                         |
| 191                         | Debora Silvestri (ITA)      | AB                          |
| 192                         | Greta Marturano (ITA)       | 57e                         |
| 193                         | Alessia Vigilia (ITA)       | AB                          |
| 194                         | Alice Palazzi (ITA)         | AB                          |
| 195                         | Cristina Tonetti (ITA)      | AB                          |
| 196                         | Giorgia Vettorello (ITA)    | AB                          |

| Trek-Segafredo TFS | Trek-Segafredo TFS                 | Trek-Segafredo TFS |
| ------------------ | ---------------------------------- | ------------------ |
| Num                | Coureuse                           | Pos                |
| 201                | Elisa Balsamo (ITA) (route)        | 45e                |
| 202                | Audrey Cordon-Ragot (FRA)          | 25e                |
| 203                | Lauretta Hanson (AUS)              | 78e                |
| 204                | Elisa Longo Borghini (ITA) (route) | 8e                 |
| 205                | Shirin van Anrooij (NED)           | 9e                 |
| 206                | Tayler Wiles (USA)                 | AB                 |

| UAE Team ADQ UAD | UAE Team ADQ UAD            | UAE Team ADQ UAD |
| ---------------- | --------------------------- | ---------------- |
| Num              | Coureuse                    | Pos              |
| 211              | Marta Bastianelli (ITA)     | 28e              |
| 212              | Sofia Bertizzolo (ITA)      | 37e              |
| 213              | Linda Zanetti (SUI)         | AB               |
| 214              | Eugenia Bujak (SLO) (route) | 32e              |
| 215              | Mavi García (ESP) (route)   | 29e              |
| 216              | Erica Magnaldi (ITA)        | 27e              |

| Uno-X Pro Cycling Team UXT | Uno-X Pro Cycling Team UXT  | Uno-X Pro Cycling Team UXT |
| -------------------------- | --------------------------- | -------------------------- |
| Num                        | Coureuse                    | Pos                        |
| 221                        | Hannah Barnes (GBR)         | 83e                        |
| 222                        | Rebecca Koerner (DEN)       | AB                         |
| 223                        | Hannah Ludwig (GER)         | AB                         |
| 224                        | Amalie Lutro (NOR)          | 74e                        |
| 225                        | Wilma Olausson (SWE)        | AB                         |
| 226                        | Mie Bjørndal Ottestad (NOR) | AB                         |

| Valcar-Travel & Service VAL | Valcar-Travel & Service VAL | Valcar-Travel & Service VAL |
| --------------------------- | --------------------------- | --------------------------- |
| Num                         | Coureuse                    | Pos                         |
| 231                         | Silvia Persico (ITA)        | 10e                         |
| 232                         | Alice Maria Arzuffi (ITA)   | 58e                         |
| 233                         | Olivia Baril (CAN)          | 56e                         |
| 234                         | Anastasia Carbonari (LAT)   | 59e                         |
| 235                         | Elena Pirrone (ITA)         | AB                          |
| 236                         | Ilaria Sanguineti (ITA)     | AB                          |

| SD Worx SDW | SD Worx SDW                       | SD Worx SDW |
| ----------- | --------------------------------- | ----------- |
| Num         | Coureuse                          | Pos         |
| 1           | Chantal van den Broek-Blaak (NED) | 16e         |
| 2           | Niamh Fisher-Black (NZL)          | 24e         |
| 3           | Lotte Kopecky (BEL) (route)       | 1re         |
| 4           | Ashleigh Moolman (RSA)            | 3e          |
| 5           | Anna Shackley (GBR)               | 49e         |
| 6           | Demi Vollering (NED)              | 12e         |

| Aromitalia-Basso Bikes-Vaiano VAI | Aromitalia-Basso Bikes-Vaiano VAI | Aromitalia-Basso Bikes-Vaiano VAI |
| --------------------------------- | --------------------------------- | --------------------------------- |
| Num                               | Coureuse                          | Pos                               |
| 11                                | Rasa Leleivytė (LTU)              | AB                                |
| 12                                | Francesca Balducci (ITA)          | 77e                               |
| 13                                | Francesca Baroni (ITA)            | AB                                |
| 14                                | Inga Čilvinaitė (LTU) (route)     | AB                                |
| 15                                | Milena Del Sarto (ITA)            | AB                                |
| 16                                | Gemma Sernissi (ITA)              | AB                                |

| Bepink BPK | Bepink BPK              | Bepink BPK |
| ---------- | ----------------------- | ---------- |
| Num        | Coureuse                | Pos        |
| 21         | Silvia Zanardi (ITA)    | 38e        |
| 22         | Michaela Drummond (NZL) | 64e        |
| 23         | Nadia Quagliotto (ITA)  | 67e        |
| 24         | Prisca Savi (ITA)       | AB         |
| 25         | Jade Teolis (FRA)       | AB         |
| 26         | Matilde Vitillo (ITA)   | 69e        |

| Born To Win-G20-Ambedo BTW | Born To Win-G20-Ambedo BTW | Born To Win-G20-Ambedo BTW |
| -------------------------- | -------------------------- | -------------------------- |
| Num                        | Coureuse                   | Pos                        |
| 31                         | Sara Casasola (ITA)        | AB                         |
| 32                         | Anna Chili (ITA)           | AB                         |
| 33                         | Tatiana Chili (ITA)        | AB                         |
| 34                         | Sofia Clerici (ITA)        | AB                         |
| 35                         | Giulia Luciani (ITA)       | AB                         |
| 36                         | Giorgia Simoni (ITA)       | AB                         |

| Canyon-SRAM Racing CSR | Canyon-SRAM Racing CSR     | Canyon-SRAM Racing CSR |
| ---------------------- | -------------------------- | ---------------------- |
| Num                    | Coureuse                   | Pos                    |
| 41                     | Katarzyna Niewiadoma (POL) | 4e                     |
| 42                     | Alena Amialiusik (BLR)     | 22e                    |
| 43                     | Elise Chabbey (SUI)        | 6e                     |
| 44                     | Tiffany Cromwell (AUS)     | 63e                    |
| 45                     | Pauliena Rooijakkers (NED) | 52e                    |
| 46                     | Soraya Paladin (ITA)       | 19e                    |

| Ceratizit-WNT Pro Cycling WNT | Ceratizit-WNT Pro Cycling WNT   | Ceratizit-WNT Pro Cycling WNT |
| ----------------------------- | ------------------------------- | ----------------------------- |
| Num                           | Coureuse                        | Pos                           |
| 51                            | Maria Giulia Confalonieri (ITA) | 66e                           |
| 52                            | Camilla Alessio (ITA)           | 60e                           |
| 53                            | Laura Asencio (FRA)             | AB                            |
| 54                            | Marta Lach (POL)                | 34e                           |
| 55                            | Hanna Nilsson (SWE)             | 81e                           |
| 56                            | Lara Vieceli (ITA)              | AB                            |

| EF Education-TIBCO-SVB TIB | EF Education-TIBCO-SVB TIB | EF Education-TIBCO-SVB TIB |
| -------------------------- | -------------------------- | -------------------------- |
| Num                        | Coureuse                   | Pos                        |
| 61                         | Magdeleine Vallieres (CAN) | 31e                        |
| 62                         | Letizia Borghesi (ITA)     | 54e                        |
| 63                         | Emily Newsom (USA)         | AB                         |
| 64                         | Sara Poidevin (CAN)        | 80e                        |
| 65                         | Omer Shapira (ISR) (route) | AB                         |
| 66                         | Abi Smith (GBR)            | 41e                        |

| FDJ-Nouvelle Aquitaine-Futuroscope FSF | FDJ-Nouvelle Aquitaine-Futuroscope FSF | FDJ-Nouvelle Aquitaine-Futuroscope FSF |
| -------------------------------------- | -------------------------------------- | -------------------------------------- |
| Num                                    | Coureuse                               | Pos                                    |
| 71                                     | Cecilie Uttrup Ludwig (DEN)            | 5e                                     |
| 72                                     | Grace Brown (AUS)                      | 11e                                    |
| 73                                     | Vittoria Guazzini (ITA)                | 35e                                    |
| 75                                     | Victorie Guilman (FRA)                 | 76e                                    |
| 76                                     | Marie Le Net (FRA)                     | 48e                                    |

| Human Powered Health HPW | Human Powered Health HPW | Human Powered Health HPW |
| ------------------------ | ------------------------ | ------------------------ |
| Num                      | Coureuse                 | Pos                      |
| 82                       | Nina Buysman (NED)       | 46e                      |
| 83                       | Barbara Malcotti (ITA)   | 73e                      |
| 85                       | Kaia Schmid (USA)        | AB                       |
| 86                       | Lily Williams (USA)      | 33e                      |

| Isolmant-Premac-Vittoria SBT | Isolmant-Premac-Vittoria SBT | Isolmant-Premac-Vittoria SBT |
| ---------------------------- | ---------------------------- | ---------------------------- |
| Num                          | Coureuse                     | Pos                          |
| 91                           | Gaia Realini (ITA)           | 82e                          |
| 92                           | Ainara Albert (ESP)          | AB                           |
| 93                           | Alice Capasso (ITA)          | AB                           |
| 94                           | Alice Gasparini (ITA)        | AB                           |
| 95                           | Asia Zontone (ITA)           | AB                           |

| Liv Racing Xstra LIV | Liv Racing Xstra LIV    | Liv Racing Xstra LIV |
| -------------------- | ----------------------- | -------------------- |
| Num                  | Coureuse                | Pos                  |
| 101                  | Sabrina Stultiens (NED) | 20e                  |
| 102                  | Valerie Demey (BEL)     | 47e                  |
| 103                  | Marta Jaskulska (POL)   | 53e                  |
| 104                  | Jeanne Korevaar (NED)   | 42e                  |
| 105                  | Ayesha McGowan (USA)    | AB                   |
| 106                  | Katia Ragusa (ITA)      | 71e                  |

| Movistar Team MOV | Movistar Team MOV          | Movistar Team MOV |
| ----------------- | -------------------------- | ----------------- |
| Num               | Coureuse                   | Pos               |
| 111               | Annemiek van Vleuten (NED) | 2e                |
| 112               | Katrine Aalerud (NOR)      | 85e               |
| 113               | Aude Biannic (FRA)         | 84e               |
| 114               | Alicia González (ESP)      | 51e               |
| 115               | Sara Martín (ESP)          | AB                |
| 116               | Paula Patiño (COL)         | 39e               |

| Parkhotel Valkenburg PHV | Parkhotel Valkenburg PHV   | Parkhotel Valkenburg PHV |
| ------------------------ | -------------------------- | ------------------------ |
| Num                      | Coureuse                   | Pos                      |
| 121                      | Femke Gerritse (NED)       | 23e                      |
| 122                      | Demi de Jong (NED)         | 75e                      |
| 123                      | Quinty Schoens (NED)       | 44e                      |
| 125                      | Rosalie Van der Wolf (NED) | AB                       |

| Plantur-Pura ___ | Plantur-Pura ___         | Plantur-Pura ___ |
| ---------------- | ------------------------ | ---------------- |
| Num              | Coureuse                 | Pos              |
| 131              | Sanne Cant (BEL)         | 55e              |
| 132              | Ronja Eibl (GER)         | 70e              |
| 133              | Justine Ghekiere (BEL)   | AB               |
| 134              | Yara Kastelijn (NED)     | 15e              |
| 135              | Laura Süßemilch (GER)    | 72e              |
| 136              | Julie Van de Velde (BEL) | 65e              |

| Roland Cogeas-Edelweiss Squad CGS | Roland Cogeas-Edelweiss Squad CGS | Roland Cogeas-Edelweiss Squad CGS |
| --------------------------------- | --------------------------------- | --------------------------------- |
| Num                               | Coureuse                          | Pos                               |
| 141                               | Olga Zabelinskaïa (UZB)           | AB                                |
| 142                               | Léa Stern (SUI)                   | AB                                |
| 143                               | Tamara Dronova (RUS)              | 43e                               |
| 144                               | Gulnaz Khatuntseva (RUS)          | AB                                |
| 145                               | Hannah Buch (GER)                 | AB                                |
| 146                               | Aline Seitz (SUI)                 | AB                                |

| Servetto-Makhymo-Beltrami TSA SER | Servetto-Makhymo-Beltrami TSA SER | Servetto-Makhymo-Beltrami TSA SER |
| --------------------------------- | --------------------------------- | --------------------------------- |
| Num                               | Coureuse                          | Pos                               |
| 151                               | Maryna Ivaniuk (UKR)              | AB                                |
| 152                               | Anna Potokina (RUS)               | AB                                |
| 153                               | Sofia Barbieri (ITA)              | AB                                |
| 154                               | Silvia Bortolotti (ITA)           | AB                                |
| 155                               | Viktoriia Melnychuk (UKR)         | AB                                |
| 156                               | Chia Pedrelli (ITA)               | AB                                |

| Team BikeExchange-Jayco BEX | Team BikeExchange-Jayco BEX | Team BikeExchange-Jayco BEX |
| --------------------------- | --------------------------- | --------------------------- |
| Num                         | Coureuse                    | Pos                         |
| 161                         | Amanda Spratt (AUS)         | 79e                         |
| 162                         | Jessica Allen (AUS)         | AB                          |
| 163                         | Urška Žigart (SLO)          | AB                          |
| 164                         | Ruby Roseman-Gannon (AUS)   | 18e                         |
| 165                         | Arianna Fidanza (ITA)       | 36e                         |
| 166                         | Georgia Williams (NZL)      | 40e                         |

| Team DSM DSM | Team DSM DSM           | Team DSM DSM |
| ------------ | ---------------------- | ------------ |
| Num          | Coureuse               | Pos          |
| 171          | Leah Kirchmann (CAN)   | 62e          |
| 172          | Léa Curinier (FRA)     | 50e          |
| 173          | Franziska Koch (GER)   | AB           |
| 174          | Juliette Labous (FRA)  | 26e          |
| 175          | Liane Lippert (GER)    | 13e          |
| 176          | Floortje Mackaij (NED) | 14e          |

| Team Jumbo-Visma TJV | Team Jumbo-Visma TJV   | Team Jumbo-Visma TJV |
| -------------------- | ---------------------- | -------------------- |
| Num                  | Coureuse               | Pos                  |
| 181                  | Marianne Vos (NED)     | 7e                   |
| 182                  | Teuntje Beekhuis (NED) | 61e                  |
| 183                  | Anna Henderson (GBR)   | 30e                  |
| 184                  | Anouska Koster (NED)   | 17e                  |
| 185                  | Coryn Labecki (USA)    | 21e                  |
| 186                  | Linda Riedmann (GER)   | 68e                  |

| Top Girls Fassa Bortolo TOP | Top Girls Fassa Bortolo TOP | Top Girls Fassa Bortolo TOP |
| --------------------------- | --------------------------- | --------------------------- |
| Num                         | Coureuse                    | Pos                         |
| 191                         | Debora Silvestri (ITA)      | AB                          |
| 192                         | Greta Marturano (ITA)       | 57e                         |
| 193                         | Alessia Vigilia (ITA)       | AB                          |
| 194                         | Alice Palazzi (ITA)         | AB                          |
| 195                         | Cristina Tonetti (ITA)      | AB                          |
| 196                         | Giorgia Vettorello (ITA)    | AB                          |

| Trek-Segafredo TFS | Trek-Segafredo TFS                 | Trek-Segafredo TFS |
| ------------------ | ---------------------------------- | ------------------ |
| Num                | Coureuse                           | Pos                |
| 201                | Elisa Balsamo (ITA) (route)        | 45e                |
| 202                | Audrey Cordon-Ragot (FRA)          | 25e                |
| 203                | Lauretta Hanson (AUS)              | 78e                |
| 204                | Elisa Longo Borghini (ITA) (route) | 8e                 |
| 205                | Shirin van Anrooij (NED)           | 9e                 |
| 206                | Tayler Wiles (USA)                 | AB                 |

| UAE Team ADQ UAD | UAE Team ADQ UAD            | UAE Team ADQ UAD |
| ---------------- | --------------------------- | ---------------- |
| Num              | Coureuse                    | Pos              |
| 211              | Marta Bastianelli (ITA)     | 28e              |
| 212              | Sofia Bertizzolo (ITA)      | 37e              |
| 213              | Linda Zanetti (SUI)         | AB               |
| 214              | Eugenia Bujak (SLO) (route) | 32e              |
| 215              | Mavi García (ESP) (route)   | 29e              |
| 216              | Erica Magnaldi (ITA)        | 27e              |

| Uno-X Pro Cycling Team UXT | Uno-X Pro Cycling Team UXT  | Uno-X Pro Cycling Team UXT |
| -------------------------- | --------------------------- | -------------------------- |
| Num                        | Coureuse                    | Pos                        |
| 221                        | Hannah Barnes (GBR)         | 83e                        |
| 222                        | Rebecca Koerner (DEN)       | AB                         |
| 223                        | Hannah Ludwig (GER)         | AB                         |
| 224                        | Amalie Lutro (NOR)          | 74e                        |
| 225                        | Wilma Olausson (SWE)        | AB                         |
| 226                        | Mie Bjørndal Ottestad (NOR) | AB                         |

| Valcar-Travel & Service VAL | Valcar-Travel & Service VAL | Valcar-Travel & Service VAL |
| --------------------------- | --------------------------- | --------------------------- |
| Num                         | Coureuse                    | Pos                         |
| 231                         | Silvia Persico (ITA)        | 10e                         |
| 232                         | Alice Maria Arzuffi (ITA)   | 58e                         |
| 233                         | Olivia Baril (CAN)          | 56e                         |
| 234                         | Anastasia Carbonari (LAT)   | 59e                         |
| 235                         | Elena Pirrone (ITA)         | AB                          |
| 236                         | Ilaria Sanguineti (ITA)     | AB                          |